# Матата папуанська
Мата́та папуанська (Cincloramphus macrurus) — вид горобцеподібних птахів родини кобилочкових (Locustellidae). Мешкає на Новій Гвінеї та на архіпелазі Бісмарка.

## Опис
Довжина птаха становить 20-23 см, вага 40 г. Верхня частина тіла охриста, поцяткована чорними смужками. Нижня частина тіла біла. Хвіст довгий.

## Підвиди
Виділяють п'ять підвидів:
- C. m. stresemanni (Hartert, E, 1930) — північний захід Нової Гвінеї;
- C. m. macrurus (Salvadori, 1876) — рівнини центральної і південно-східної Нової Гвінеї;
- C. m. harterti (Mayr, 1931) — північний схід Нової Гвінеї;
- C. m. alpinus (Mayr & Rand, 1935) — нагір'я центральної Нової Гвінеї;
- C. m. interscapularis (Sclater, PL, 1880) — архіпелаг Бісмарка.

## Поширення і екологія
Папуанські матати живуть на пасовищах, на луках, зокрема на заплавник, на болотах, на морських узбережжях, в садах і на полях.